# Alchemilla hildebrandtii
Alchemilla hildebrandtii é uma espécie de rosácea do gênero Alchemilla, pertencente à família Rosaceae.